# Rechtbank Sneek

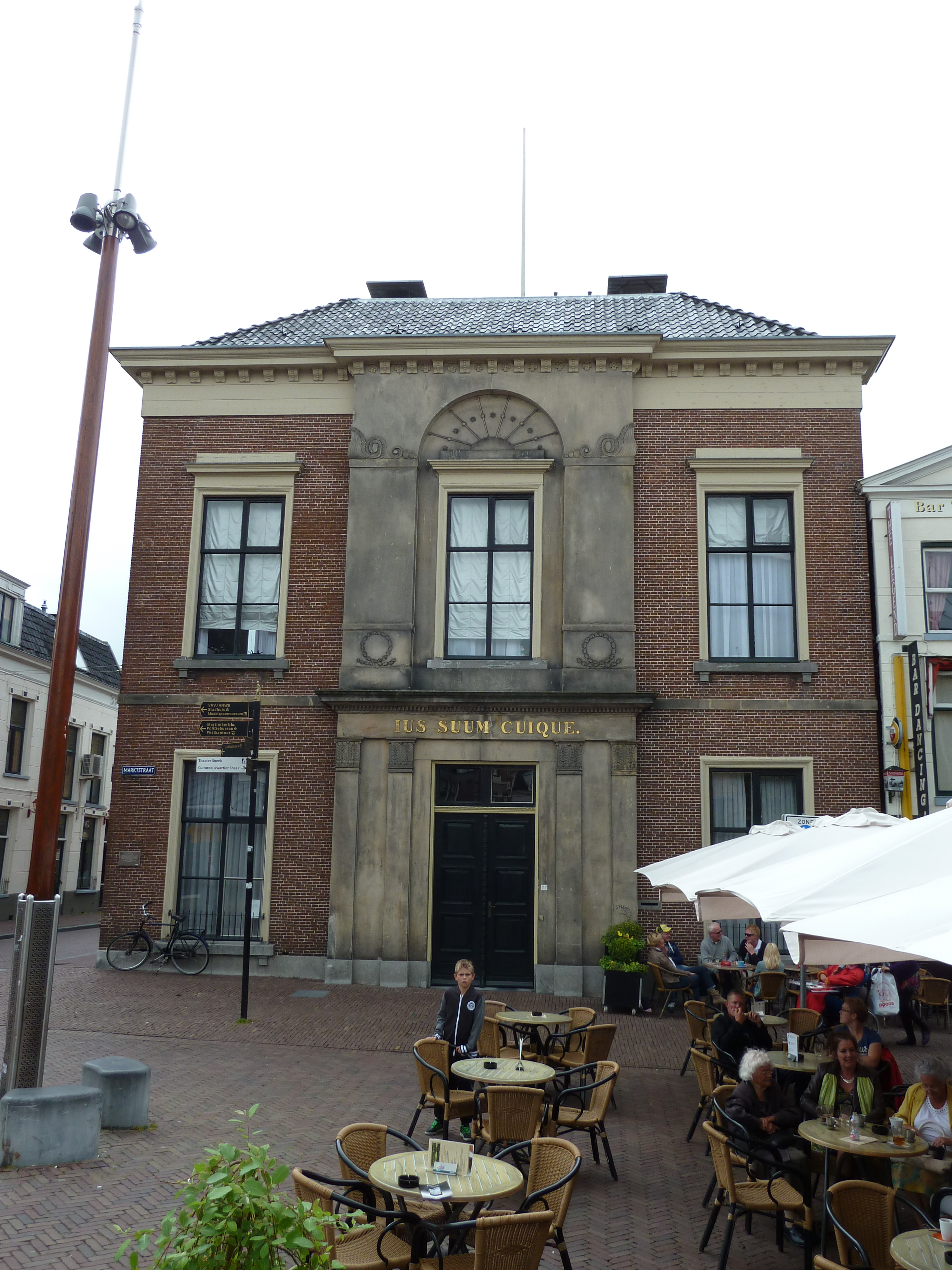
De oude rechtbank in Sneek

De rechtbank Sneek was van 1811 tot 1877 een rechtbank in Nederland. Sneek was het derde arrondissement in de provincie Friesland. Beroep tegen de beslissingen van de rechtbank kon worden ingesteld bij het provinciaal hof in Leeuwarden.
Sneek was verdeeld in vier kantons: Sneek, Bolsward, Hindeloopen en Lemmer. Na de opheffing van de rechtbank in 1877 werden Sneek, Bolsward en Hindeloopen in hun geheel toegevoegd aan het arrondissement Leeuwarden, terwijl Lemmer werd verdeeld over Leeuwarden en Heerenveen.
De rechtbank in Sneek kreeg in 1839 een eigen gebouw, ontworpen door Pyter Jentjes Rollema. Na de opheffing van de rechtbank bleef het gebouw, tot 2013, in gebruik bij het kantongerecht Sneek.